# Lancastria
Die Lancastria war ein britisches Passagierschiff der Reederei Cunard Line. Es wurde 1920 als Tyrrhenia für die Anchor Line, eine Tochtergesellschaft der Cunard Line, gebaut. Während des Zweiten Weltkrieges wurde die Lancastria am 17. Juni 1940 vor Saint-Nazaire von der deutschen Luftwaffe versenkt. Es kam zu vielen Todesopfern; die Angaben schwanken zwischen 3.500 und 6.500 Toten. Aufgrund der Fluchtsituation war zuvor die Zahl der an Bord strömenden Personen nicht festgestellt worden.

## Zivile Nutzung

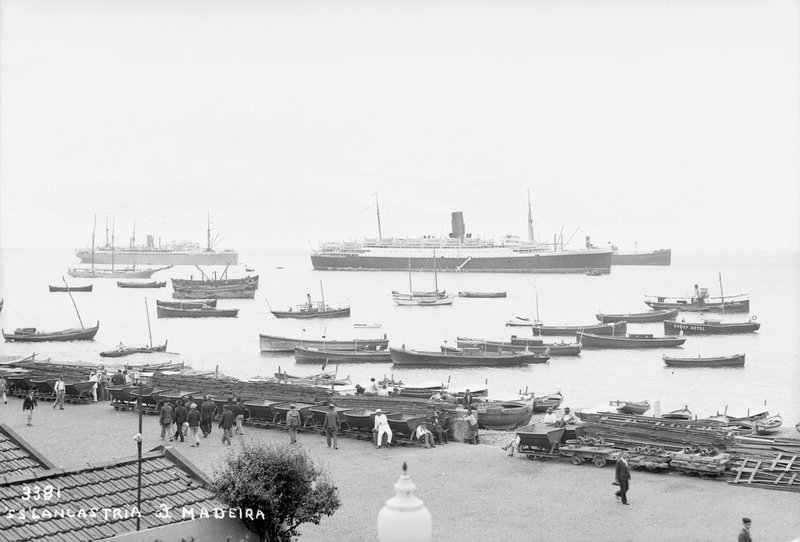
Die Lancastria vor Madeira, ca. 1930

Das Schiff führte seine Jungfernfahrt am 19. Juni 1922 durch. 1924 wurde es anlässlich einer Erweiterung auf zwei Passagierklassen umgebaut und in Lancastria umbenannt. Es befuhr bis 1932 die Route zwischen England und New York und wurde dann als Kreuzfahrtschiff im Mittelmeer und in nordeuropäischen Gewässern eingesetzt.
Ihr Schwesterschiff war die 1919 vom Stapel gelaufene und 1921 in Dienst gestellte Cameronia (II).

## Kriegsbetrieb

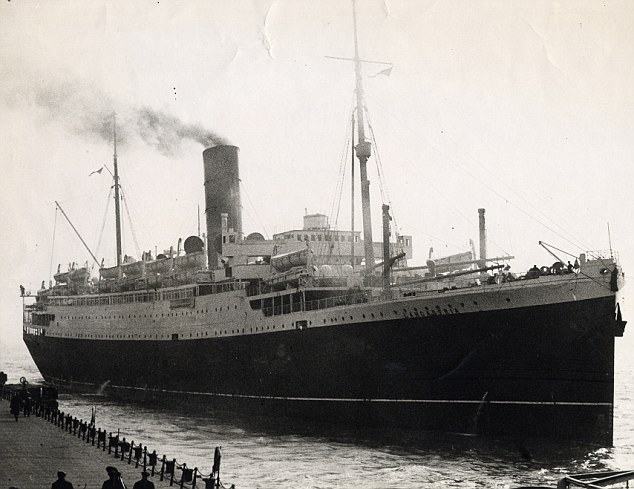
Die Lancastria am 17. Juni 1940

Mit dem Beginn des Zweiten Weltkrieges wurde das Schiff zum Frachter umgebaut und ab April 1940 als Truppentransporter HMT Lancastria genutzt. Ihre erste Aufgabe war es, die Royal Navy bei der Evakuierung von Truppen aus Norwegen zu unterstützen.
Nach einer kurzen Überholung in Liverpool nahm das Schiff unter Kapitän Rudolph Sharp an der Operation Aerial teil, der Evakuierung britischer Truppen und Bürger aus Frankreich. Es verließ Liverpool am 14. Juni 1940 und erreichte die Loiremündung am 16. Juni.

## Untergang

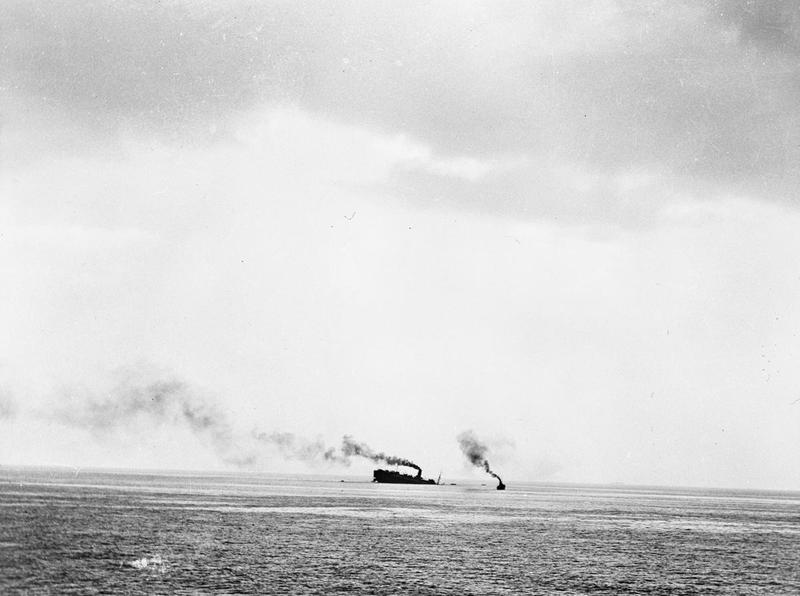
Untergang der Lancastria vor Saint-Nazaire

Bis zum Nachmittag des 17. Juni nahm die Lancastria zwischen 4.000 und 9.000 Flüchtlinge an Bord (die offizielle Kapazität war 3.000). Dazu gehörten sowohl britische Zivilisten als auch Soldaten und andere Militärangehörige.
Gegen 16:00 Uhr erfolgte ein Angriff von Kampfflugzeugen des Typs Junkers Ju 88 des deutschen Kampfgeschwaders 30. Drei direkte Treffer brachten das Schiff zum Kentern und binnen zwanzig Minuten zum Sinken. Über 1.400 Tonnen Treibstoff liefen aus und gerieten teilweise in Brand, möglicherweise durch Beschuss.
Mindestens 5.800 Männer fanden den Tod, 2.477 Überlebende wurden geborgen.
An der Rettung beteiligte sich unter anderem die Oronsay der Orient Line, die selbst schwere Treffer abbekommen hatte. Die anderen Passagiere ertranken, erstickten im Öl oder wurden bei dem Beschuss getötet. Es handelt sich dabei um fast ein Drittel aller Toten, die die British Expeditionary Force während des Frankreichfeldzuges erlitt.

## Folgeereignisse
Die britische Regierung versuchte dieses große Unglück geheim zu halten (D-Notice). Den Überlebenden und auch den Besatzungen der Schiffe, die sie gerettet hatten, wurde Stillschweigen befohlen mit der Androhung einer Anklage vor einem Kriegsgericht. Am 26. Juli meldeten einige Zeitungen, wie die New York Times, The Scotsman und The Vancouver Sun den Untergang.
Das Wrack liegt etwa 9 km südlich von Pointe de Chémoulin in der Charpentier Straße, etwa 17 km vor Saint-Nazaire (Position 47° 10′ 26″ N, 2° 19′ 15″ W). Bis heute weigert sich die britische Regierung, das Wrack nach dem Protection of Military Remains Act von 1986 zu einem Kriegsgrab zu erklären. Die französische Regierung hingegen hat den Bereich um das Wrack unter Schutz gestellt.
Der Kapitän, Rudolph Sharp, überlebte den Untergang und wurde Kapitän der Laconia. Er starb am 12. September 1942, als sein Schiff vor der Küste Westafrikas von U 156 torpediert wurde.